# Castrodeza
Castrodeza è un comune spagnolo di 240 abitanti situato nella comunità autonoma di Castiglia e León.